# Roberto Rampoldi
Roberto Rampoldi (Bregnano, 28 novembre 1850 – Pavia, 24 novembre 1926) è stato un oculista e politico italiano.
Laureatosi in medicina e chirurgia con il massimo dei voti presso l'Università degli Studi di Pavia nel 1876, alunno del Collegio Ghislieri, si specializzò in seguito nel campo dell'oftalmologia. Fu per circa quattro decenni primario oculista all'Ospedale di Pavia e libero docente e professore incaricato alla clinica oculistica all'Università di Pavia. Consigliere comunale ed assessore nello stesso Comune, rappresentò il suo collegio alla Camera per otto legislature, dal 1891 al 1919, per essere poi nominato senatore. Fu inoltre presidente della Società Pavese di Storia Patria dal 1920 al 1925, dell'Associazione dei medici della provincia di Pavia, membro dell'Istituto sieroterapico provinciale di Pavia, presidente del Congresso nazionale medici professionisti, fondatore del Museo civico del patrio Risorgimento di Pavia e membro della Società archeologica comense. Le sue carte, in particolare sul risorgimento, quelle sull’attività politica del Rampoldi, sulla guerra di Libia e sulla Prima guerra Mondiale, e le minute di articoli, casi clinici e lettere ai colleghi sull’oftalmologia e l’oncologia, sono conservate nell'archivio Storico Civico di Pavia.